# Marathon van Madrid 2002
De marathon van Madrid 2002 (ook wel Madrid Popular) werd gelopen op zondag 28 april 2002. Het was de 25e editie van deze marathon.
De Keniaan Daniel Kirwa snelde bij de mannen naar de overwinning in 2:16.11. Hij bleef zijn landgenoot Francis Kipketer slechts drie seconden voor. Bij de vrouwen was de Cubaanse Mariela González, net als het jaar ervoor, het snelste. Ditmaal won zij in 2:50.49.

## Uitslagen

### Mannen
| rang   | naam                   | land | tijd    |
| ------ | ---------------------- | ---- | ------- |
| Goud   | Daniel Kirwa           | KEN  | 2:16.11 |
| Zilver | Francis Kipketer       | KEN  | 2:16.14 |
| Brons  | Fekadu Bekele          | ETH  | 2:18.00 |
| 4      | Julian Berrios         | COL  | 2:19.05 |
| 5      | Joseph Mutinda         | KEN  | 2:19.35 |
| 6      | Diego-Alberto Colorado | COL  | 2:19.47 |
| 7      | Vitor-Dario Cordeiro   | POR  | 2:19.53 |
| 9      | Konstantin Permitin    | RUS  | 2:21.01 |
| 10     | Michael Sarwath        | TAN  | 2:21.15 |
| 11     | Juan-Carlos Cardona    | COL  | 2:21.47 |

### Vrouwen
| rang   | naam              | land | tijd    |
| ------ | ----------------- | ---- | ------- |
| Goud   | Mariela González  | CUB  | 2:50.49 |
| Zilver | Veronica Palacios | MEX  | 3:02.43 |

1978 ·
1979 ·
1980 ·
1981 ·
1982 ·
1983 ·
1984 ·
1985 ·
1986 ·
1987 ·
1988 ·
1989 ·
1990 ·
1991 ·
1992 ·
1993 ·
1994 ·
1995 ·
1996 ·
1997 ·
1998 ·
1999 ·
2000 ·
2001 ·
2002 ·
2003 ·
2004 ·
2005 ·
2006 ·
2007 ·
2008 ·
2009 ·
2010 ·
2011 ·
2012 ·
2013 ·
2014 ·
2015 ·
2016 ·
2017